# Legenden om Tarzan
Legenden om Tarzan er en tegneserie skabt af Disney i 2000. Serien er baseret på Tarzan-figuren skabt af Edgar Rice Burroughs. Serien begynder hvor filmen Tarzan fra 1999 sluttede, dvs. med at Tarzan skal være familiens beskytter.
Serien vises på Disney Channel og engang på Toon Disney

## Danske stemmer
- Jane: Meike Bahnsen
- Tarzan: Nikolaj Lie Kaas
- Terk: Sidse Babett Knudsen
- Professor Porter: Paul Hüttel
- Tantor: Amin Jensen
- Kala: Birgitte Raaberg
- Dumont: Steen Springborg

Øvrige stemmer:
- Lasse Lunderskov
- Lars Lippert
- Mads M. Nielsen
- Peter Røschke

Titelsang sunget af: Stig Rossen

Kor: Simon Bovin, Annevig Schelde Ebbe, Mathias Klenske, Mit Thybo, Trine Dansgaard, Dorte Hyldstrup, Helle Henning

 Der er for få eller ingen kildehenvisninger i denne artikel, hvilket er et problem. Du kan hjælpe ved at angive troværdige kilder til de påstande, som fremføres i artiklen.

| Fjernsyn | Spire Denne artikel om et tv-program er en spire som bør udbygges. Du er velkommen til at hjælpe Wikipedia ved at udvide den. |